# Hardinsburg (Indiana, Washington megye)
Hardinsburg statisztikai település az Amerikai Egyesült Államok Indiana államában, Washington megyében. Lakosainak száma 222 fő (2020. április 1.).

## Népesség
A település népességének változása:

| 2010 | 248 |
| 2020 | 222 |